# Dykhausen
Dykhausen is een dorp (Ortsteil) in de gemeente Sande in de Duitse deelstaat Nedersaksen. Tot 1972 was het dorp onderdeel van het Landkreis Wittmund, en daarmee van Oost-Friesland. Sindsdien maakt het deel uit van het Landkreis Friesland. 
Het dorp ligt als een lint aan de weg tussen Neustadtgödens en Schortens. In de dorpskern staat de Sint-Jacubuskerk uit het begin van de 13e eeuw. Even ten zuiden van het dorp staat het Schloss Gödens.
- Nationale Bibliotheek van Israël: 987007494374105171
- Virtual International Authority File: 157303283